# Oberto I
Oberto I – (Otbert I, zm. 15 października 975) – włoski margrabia, założyciel rodu Obertenghi, władający w X wieku terenami w północnych Włoszech, za czasów Berengara II i Ottona I.
Za ojca Oberta I uważa się hrabiego Mediolanu Adalberta. W 951 roku Oberto I już jako hrabia Mediolanu otrzymał księstwo Luni. W wyniku podziału państwa przez Berengara II na trzy marchie: Turynu, Wschodnią i Zachodnią, został Margrabią Marchii Wschodniej, od jego imienia zwanej też „Marca Obertenga”. Jego władztwo obejmowało hrabstwo Mediolanu, margrabstwo Genui oraz Luni, Tortonę, Bobbio, Parmę i Piacenzę, Modenę i Reggio Emilia, Ferrarę i Ascoli Piceno. Od Oberta I wywodzą się rody d’Este, Pallavicini, Parodi, Malaspina. 
Oberto I z nieznaną z imienia żoną miał sześcioro dzieci:
- Adalberta [II] - ojca Oberta [III] i Adalberta [III], ojca Oberta [IV], ojca Oberta Pallaviciniego, założyciela rodu Pallavicinich
- Oberta II - księcia Luni, ojca Alberta Azza I, od syna którego wywodzi się ród Este
- Anzelma
- Bertę
- Oberta Obizza II
- i Alberta - hrabiego Parodi[1]